# WHOI
WHOI는 미국 ABC 소속으로 미국 일리노이주의 피리아와 블루밍턴 지역을 관할한다.

## 역사
WTVH-TV라는 이름으로 1953년 설립되었는데, 그 때부터 현재까지 ABC 소속이다. 1986년에 현재 이름이 되었다.